# غونتر شتاين
غونتر شتاين (بالألمانية: Günther Stein)‏ هو صحفي ألماني، ولد في 1900 في برلين في ألمانيا، وتوفي في 1961 في لندن في المملكة المتحدة.